# Łaszewo (powiat świecki)
Łaszewo – wieś w Polsce położona w województwie kujawsko-pomorskim, w powiecie świeckim, w gminie Pruszcz. Według spisu powszechnego z 31 marca 2011 roku wieś liczyła 289 mieszkańców. 
W latach 1975–1998 miejscowość należała administracyjnie do województwa bydgoskiego.
We wsi znajduje się murowany, klasycystyczny dwór parterowy z I połowy XIX w. Posiada on elewację frontową pięcioosiową, z szerszą osią środkową z wejściem o wysuniętym ganku, wspartym na czterech kolumnach, zwieńczoną niskim, trójkątnym przyczółkiem. Dwór posiada neogotycką przybudówkę. Jest on otaczony parkiem o powierzchni 0,5 ha.
W 1993 roku powołano na pomnik przyrody ożywionej klon jesionolistny o obwodzie 280 cm.